# Hermann Gropengießer
Hermann Gropengießer (* 9. Oktober 1879 in Braunschweig; † 24. November 1946 in Mannheim) war ein deutscher Gymnasiallehrer und Prähistoriker.

## Leben
Hermann Gropengießer besuchte von 1889 bis 1898 das Mannheimer Gymnasium. Dessen Direktor Ferdinand Haug und der Latein- und Geschichtslehrer Karl Baumann weckten schon hier sein Interesse an Klassischer Philologie und Archäologie. Gropengießer studierte Klassische Sprachen, Klassische Archäologie, Germanistik und Geographie an der Universität Heidelberg. Während des Studiums wurde er Mitglied der Philologisch-Historischen Verbindung Cimbria Heidelberg im Naumburger Kartellverband. Für seine auf Latein angefertigte Examensarbeit zu einem archäologischen Thema wurde er besonders ausgezeichnet. Nach dem Examen 1903 absolvierte er das Referendariat am Großherzoglichen Gymnasium in Heidelberg und von 1905 bis 1907 war Gropengießer nebenamtlich Lektor für griechische und lateinische Sprache an der Universität Heidelberg und gab Privatunterricht. Außerdem bildete er sich in der Klassischen Archäologie weiter und erlangte 1906 ein Stipendium für eine sechswöchige Studienreise nach Griechenland und Kleinasien. Von 1906 bis 1907 war Gropengießer mit Unterbrechungen als Assistent von Wilhelm Dörpfeld am Deutschen Archäologischen Institut in Athen tätig. Seine Examensarbeit baute er zur Dissertation aus, die 1907 unter dem Titel „Die Gräber von Attika der vormykenischen und mykenischen Zeit“ erschien. 1907 wurde er in Heidelberg promoviert. Dennoch schlug er wieder die Schullaufbahn ein und war ab 1908/09 am Mannheimer Karl-Friedrich-Gymnasium tätig, ab 1913 als Professor und Beamter auf Lebenszeit. 1910 wurde er zusätzlich Kustos des Großherzoglichen Hofantiquariums in Mannheim. In dieser Stelle führte er auch eigene Grabungen durch, so zum Beispiel von 1908 bis 1912 in Ladenburg. Im Ersten Weltkrieg wurde Gropengießer 1915 zum 10. Jägerbataillon einberufen; 1916 geriet er in französische Kriegsgefangenschaft und kehrte erst im Februar 1920 wieder nach Mannheim zurück.
1922 heiratete er Luise, geborene Lützel, mit der er zwei Kinder hatte. Von 1924 bis 1927 war Gropengießer vom Schuldienst beurlaubt, um die archäologische Abteilung des Schlossmuseums aufzubauen, 1926 wurde er im Nebendienst Direktor dieser Abteilung, was er bis 1943 bleiben sollte. In den folgenden Jahren führte er seine archäologischen Forschungen weiter, auch durch mehrere Grabungen. 1927 bis 1934 nahm er den Lehrauftrag für Ur- und Frühgeschichte an der Handelshochschule Mannheim wahr. Er war ferner im Mannheimer Altertumsverein, in der Volkshochschule sowie in mehreren natur- und heimatkundlichen Vereinen aktiv. Gropengießer gehörte zu den Gelehrten, die die Akademisierung der Ur- und Frühgeschichtsforschung in Deutschland maßgeblich förderten.
Die zu großen Teilen von Gropengießer zusammengetragene Sammlung von Altertümern ging im September 1943 beim Luftangriff auf Mannheim zugrunde, als das Mannheimer Schloss in Schutt und Asche gelegt wurde. Im Alter von 65 Jahren wurde Gropengießer 1944 kommissarischer Leiter des Karl-Friedrich-Gymnasiums, da der Direktor der Schule bei einem Luftangriff an Herzversagen gestorben war. In dieser Stellung blieb er auch über das Kriegsende hinaus und erreichte es, dass die Schule im Dezember 1945 ihren Betrieb wieder aufnehmen konnte. Gropengießer starb im November 1946 im Schuldienst an den Folgen einer Blinddarmentzündung.
Seine beiden Kinder wurden beiden ebenfalls Archäologen: Erich Gropengießer (1924–2003) Prähistoriker und Leiter des Reiß-Museums in Mannheim, Hildegund Gropengiesser (1928–2019) Klassische Archäologin und Kustodin der Antikensammlung der Universität Heidelberg.

## Veröffentlichungen (Auswahl)
- Die Gräber von Attika der vormykenischen und mykenischen Zeit. Athen 1907 (= Dissertation Universität Heidelberg 1907; Digitalisat).
- Zum Landschaftsbilde am unteren Neckar in vor- und frühgeschichtlicher Zeit. In: Cimbria. Festschrift zum fünfzigjährigen Bestehen der Verbindung Cimbria-Heidelberg.  Ruhfus, Dortmund 1926.
- Aus der ältesten Geschichte des Neckardeltas. In: Badische Heimat Jg. 14, 1927, S. 29–38.
- Neue Beobachtungen in Ladenburg. Ein vorläufiger Bericht. In: Germania. Anzeiger der Römisch-Germanischen Kommission des Deutschen Archäologischen Instituts Jg. 11, 1928, Nr. 1, S. 56–57 (doi:10.11588/ger.1927.46838).
- Eine Wohnstelle der Schnurkeramik bei Mannheim. In: Badische Fundberichte Jg. 2, 1929/1932, S. 361–362 (Digitalisat).
- Beobachtungen, Funde und Untersuchungen im Bauabschnitt Mannheim der Reichsautobahn: 1934/35. In: Badische Fundberichte Jg. 3, 1933/1936, S. 308–315 (Digitalisat).
- Baden-Baden in römischer Zeit. In: Badische Heimat Jg. 24, 1937, S. 85–103.
- Spätrömischer Burgus bei Mannheim-Neckarau. In: Badische Fundberichte Jg. 13, 1937, S. 117–118 (Digitalisat).
- Ur- und Frühgeschichte – Antike. In: G. Jacob: Das Mannheimer Schloß und seine Sammlungen (= Schriften der Stadt Mannheim Heft 4). 1939.